# For Your Eyes Only (bog)
For Your Eyes Only (Strengt fortroligt) er den ottende bog i serien om James Bond af Ian Fleming. Den udkom første gang i 1960. Modsat de fleste andre bøger i serien er der tale om en novellesamling indeholdende fem noveller. Tre af dem var oprindelig tiltænkt en TV-serie, som imidlertid aldrig blev til noget.
De fem noveller er:
- From a View to a Kill (Spioner i vinterhi): En ordonnans med hemmelige NATO-dokumenter forsvinder nær Paris. Bond er i byen og sættes på sagen.
- For Your Eyes Only (Strengt fortroligt): Et gammelt vennepar af M myrdes. Bond tager til Canada for hævne mordene, men det er han ikke ene om.
- Quantum of Solace (Fortrøstningens kvanteteori): Bond får beretningen om en kærlighedshistorie i diplomatiet, der endte alt andet end lykkeligt.
- Risico (Risiko): En smugler vil hjælpe Bond med at gøre det af med en narkotikasmugler, men ikke alt er hvad, det ser ud til at være.
- The Hildebrand Rarity (Hildebrand-varianten): En brovtende rigmand tager Bond med på jagt efter Stillehavets sjældneste og farligste fisk.